# باتريك كولتر
باتريك كولتر (6 نوفمبر 1965

 في برست) (بالفرنسية: Patrick Colleter)‏ لاعب كرة قدم فرنسي معتزل كان يجيد اللعب في مركز الظهير .
لعب كولتر في أندية بريست (1986-1990) مونبلييه (1990-1991) باريس سان جيرمان (1991-1996) بوردو (1996-1997) مرسيليا (1997-1999) ساوثهامبتون الإنجليزي (1999-2000) كان (2000-2002) سانت ميدارد جال (2003) .
ساهم كولتر في تتويج نادي باريس سان جيرمان ببطولة دوري الدرجة الأولى موسم 1993/1994 وببطولة كأس فرنسا مرتين موسمي 1992/1993 و1994/1995 وببطولة كأس الدوري الفرنسي موسم 1994/1995 وببطولة كأس أبطال الكؤوس الأوروبي موسم 1995/1996 .

## روابط خارجية
- باتريك كولتر على موقع قاعدة بيانات كرة القدم.إي يو (الإنجليزية)
- باتريك كولتر على موقع Soccerbase.com (لاعب) (الإنجليزية)
- باتريك كولتر على موقع عالم كرة القدم.نت (الإنجليزية)